# Magasin de nouveautès
Nell'aprile del 1858, Charles Frederick Worth, creò una nuova società insieme a Otto Bobergh, uno svedese conosciuto probabilmente quando lavorava a La Ville de Paris. 
La società Worth et Bobergh aveva sede legale al 19, Rue Neuve-Saint-Augustin a Parigi. L'atto di fondazione stabiliva come oggetto "il commercio di seterie, di merletti, di scialli di cachemire e pellicce, e la confezione di abiti e mantelli per signore" e prevedeva un impegno societario della durata di dodici anni. 
Nel 1860 la Worth et Bobergh era segnalata fra le imprese parigine come "Maison Spéciale Robes et Manteaux Confectionnés, Soieries, Hautes Nouveautés, Paix, 7", ma anche sotto le voci "Couturiers" e sotto quella "Nouveautés Confectionnées". Collocata fra Palace Vendôme e il teatro Le Peletier, Rue dela Paix era un po' decentrata rispetto agli itinerari più frequentati dalle signore dell'alta società, anche se lì si trovavano Doucet, famoso per la sua lingerie fine, Chapron che vendeva merletti e fazzoletti, il Aucoc e uno dei più famosi gioiellieri di Parigi: Mellerio. La decisione di Napoleone III di costruire una nuova Opéra al posto del vecchio teatro, però, modificò presto l'immagine del quartiere.
La nuova Maison offriva servizi diversi: innanzitutto vendeva stoffe, ma soprattutto proponeva abiti esclusivi progettati da Worth, anche con varianti di colori e tessuti, che venivano confezionati su misura secondo le modalità imposte dalla creatività del couturier. Fu questa la nascita dell'haute couture. Fra il 1870 e il 1871, Bobergh si ritirò vendendo la propria quota a Worth.

## Fonti
- Storia della moda XVIII-XXI secolo di Enrica Morini, editore Skira